# Homo erectus soloensis
Homo erectus soloensis, anteriorment classificat com Homo sapiens soloensis, és generalment ara considerat com a subespècie de l'extint homínid, Homo erectus. Els espècimens només coneguts d'aquest homínid anòmal foren recuperats de llocs al llarg del riu Solo, a l'illa de Java (Indonèsia). Les restes són també generalment referides com a Ngandong, pel nom del poble prop d'on es van recuperar.
Encara que la seva morfologia era, majoritàriament, típica de l'Homo erectus, la seva cultura era particularment més avançada. Això planteja molts problemes a teories actuals respecte de les limitacions del comportament d'Homo erectus en termes d'innovació i llengua.
A causa de les eines trobades amb l'extint homínid i algunes característiques anatòmiques del seu cos més gràcil, va ser primer classificat com a subespècie (anomenada antigament Javanthropus) d'Homo sapiens i es va pensar que era l'avantpassat dels moderns aborigens australians. Tanmateix, estudis més rigorosos han conclòs que aquest no és el cas. Mentre que la majoria de subespècies del desaparegut Homo erectus tenen més o menys 400.000 anys, H. e. soloensis va persistir fins fa 50.000 anys en regions de Java, i possiblement va ser absorbit per una població local d'Homo sapiens en el temps de la seva decadència.